# Івиця Дачич
Івиця Дачич (серб. Ивица Дачић, Ivica Dačić; нар. 1 січня 1966, Призрен) — сербський політик, колишній голова уряду Сербії (2012—2014), голова Соціалістичної партії Сербії. Міністр закордонних справ Сербії з 26 жовтня 2022 до 2 травня 2024 року та з 27 квітня 2014 до 22 жовтня 2020 року. Голова Народних зборів Сербії з 22 жовтня 2020 до 1 серпня 2022 року. Заступник прем'єр-міністра Сербії з 26 жовтня 2022 та міністр внутрішніх справ Сербії з 2 травня 2024 року.

## Біографія
Народився 1 січня 1966 року в місті Призрен на півдні Косова.
Дитинство провів у селі Житораджа в Топличському окрузі на півдні країни. Закінчив гімназію в місті Ниш.
Вищу освіту здобував на факультеті політичних наук Белградського університету.
Політичну кар'єру розпочав 1990 року, очоливши молодіжний соціалістичний рух у Белграді.
З 1992 до 2000 року був прессекретарем Соціалістичної партії Сербії.
З 2000 до 2003 року обіймав посаду заступника голови СПС і очолював її белградське відділення.
У так званому перехідному уряді Сербії з жовтня 2000 до січня 2001 року обіймав посаду міністра інформації.
Брав участь у президентських виборах 2004 року і посів за їх підсумками четверте місце, здобувши 4,04 % голосів.
У грудні 2006 був обраний головою Соціалістичної партії Сербії.
Після позачергових парламентських виборів у липні 2008 року увійшов до складу нового уряду Мірка Цветковича, діставши посаду першого заступника прем'єр-міністра і міністра внутрішніх справ.
Після виборів 2012 року очолив уряд Республіки Сербії.
26 жовтня 2022 року став першим заступником прем'єр-міністра та міністром закордонних справ у третьому уряді Ани Брнабич.
Нагороджений орденами Сербської православної церкви.